# ديفيد ريمر
ديفيد ريمر هو مصور ومخرج كندي، ولد في 20 يناير 1942 في فانكوفر في كندا.

## وصلات خارجية
- ديفيد ريمر على موقع IMDb (الإنجليزية)
- ديفيد ريمر على موقع ألو سيني (الفرنسية)
- ديفيد ريمر على موقع أول موفي (الإنجليزية)
- ديفيد ريمر على موقع قاعدة بيانات الأفلام السويدية (السويدية)
- ديفيد ريمر على موقع قاعدة بيانات الفيلم (الإنجليزية)
- ديفيد ريمر على موقع كينوبويسك (الروسية)